# Lenka Lanczová
Lenka Lanczová (* 29. Dezember 1964 in Dačice) ist eine tschechische Jugendbuchautorin.

## Leben
Lanczová besuchte die Grundschule in Slavonice. Nach dem Abitur in Jindřichův Hradec arbeitete sie ein Jahr lang in der Fernmeldezentrale und ist seit 1987 in der Stadtbibliothek in Slavonice beschäftigt. Sie ist verheiratet und hat zwei Kinder. Ihr Sohn David studiert Literatur an der Prager Universität, die Tochter Kunst an der Künstlerschule für Graphik. Beide Kinder veröffentlichten bereits eigene Werke. David Gedichte, Sandra Mädchen- und Fantasyromane.

## Werke
Mit dreizehn Jahren begann sie mit dem Schreiben. Inzwischen gehört Lenka Lanczová zu den produktivsten und meistgelesenen Schriftstellern ihres Landes. Helden ihrer Bücher sind heranreifende Mädchen, welche ihre zwischenmenschliche Probleme lösen, wobei sich die Hauptfiguren von ihrer Umgebung meist unterscheiden. Ausnahme bildet der zweiteilige Roman Lucky Luk. In diesem beschreibt sie das Leben eines Jungen, der nach einem Leben im Gefängnis seiner Traumfrau begegnet und sie wieder verliert. In allen Werken beschreibt sie das breite Spektrum aus dem Leben Jugendlicher: Freuden und Leiden, erste Liebe, Freundschaft, Falschheit, Drogen, Inzest, Interruption, Trauma nach einer Vergewaltigung, Anorexie, Alkoholismus, Abhängigkeit. Sie erhebt dabei nie den Zeigefinger, sondern überlässt es dem Leser eigene Schlüsse zu ziehen.
Für ihre Romane sammelt sie Anregungen auch von ihren Lesern. Meist geschieht dies über ihre offizielle Homepage, Briefe oder Gespräche. Lanczová veröffentlichte mehr als 40 Bücher, wobei jährlich zwischen drei und vier Romane erscheinen.

## Auszeichnungen
- Im Jugendbuch-Wettbewerb Moje kniha (Mein Buch) errang sie unter den tschechischen Schriftstellern den ersten Platz, vor Jaroslav Foglar und Božena Němcová. Mit internationaler Beteiligung belegte sie hinter Joanne K. Rowling und J.R.R. Tolkien den dritten Platz. Vier ihrer Bücher befinden sich unter den einhundert meistgelesenen, fünfzehn unter Top 200.
- Im Wettbewerb Magnesia Litera 2005 erhielt sie die meisten Leserstimmen. Sie gewann jedoch nicht, da sich die Stimmen auf drei ihrer Bücher verteilten.